# Seznam kulturních památek v Sedlčanech
Tento seznam nemovitých kulturních památek ve městě Sedlčany v okrese Příbram vychází z  Ústředního seznamu kulturních památek ČR, který na základě zákona č. 20/1987 Sb., o státní památkové péči, vede Národní památkový ústav jako ústřední organizace státní památkové péče. Údaje jsou průběžně upřesňovány, přesto mohou obsahovat i řadu věcných a formálních chyb a nepřesností či být neaktuální. 
Pokud byly některé části dotčeného území vyčleněny do samostatných seznamů, měly by být odkazy na tyto dílčí seznamy uvedeny v úvodu tohoto seznamu nebo v úvodu příslušné sekce seznamu.

## Sedlčany
|  | Kategorie „Červený Hrádek (Sedlčany) “ na Wikimedia Commons | Hledat fotografie a kategorie ve Wikimedia Commons podle rejstříkového čísla památky | Nahrát snímek k tomuto tématu do úložiště Wikimedia Commons |  |

|  | Kategorie „Maria column in Sedlčany “ na Wikimedia Commons | Hledat fotografie a kategorie ve Wikimedia Commons podle rejstříkového čísla památky | Nahrát snímek k tomuto tématu do úložiště Wikimedia Commons |  |

|  | Kategorie „Church of Saint Martin (Sedlčany) “ na Wikimedia Commons | Hledat fotografie a kategorie ve Wikimedia Commons podle rejstříkového čísla památky | Nahrát snímek k tomuto tématu do úložiště Wikimedia Commons |  |

|  | Kategorie „Rectory in Sedlčany “ na Wikimedia Commons | Hledat fotografie a kategorie ve Wikimedia Commons podle rejstříkového čísla památky | Nahrát snímek k tomuto tématu do úložiště Wikimedia Commons |  |

|  | Kategorie „Church of the Assumption of the Virgin Mary (Sedlčany) “ na Wikimedia Commons | Hledat fotografie a kategorie ve Wikimedia Commons podle rejstříkového čísla památky | Nahrát snímek k tomuto tématu do úložiště Wikimedia Commons |  |

## Doubravice
| Památka                     | Fotografie                                        | Rejstříkové číslo v ÚSKP                                                             | Sídelní útvar                                               | Poloha                                                                                 | Popis a poznámky |
| --------------------------- | ------------------------------------------------- | ------------------------------------------------------------------------------------ | ----------------------------------------------------------- | -------------------------------------------------------------------------------------- | --- |
| Tvrz Ústupenice (Q37180303) | \| \| \| \| \| \|                                 | 28603/2-2621 Pam. katalog MIS                                                        | Doubravice                                                  | vedle hospodářského dvora Ústupenice, Doubravice 49°38′1,04″ s. š., 14°23′39,48″ v. d. | Tvrziště po zaniklé tvrzi s četnými archeologickými stopami z období okolo 15. století. · Zapsáno do státního seznamu před rokem 1988. |
|                             | Kategorie „Tvrz Ústupenice “ na Wikimedia Commons | Hledat fotografie a kategorie ve Wikimedia Commons podle rejstříkového čísla památky | Nahrát snímek k tomuto tématu do úložiště Wikimedia Commons |                                                                                        | |

## Libíň
| Památka                   | Fotografie        | Rejstříkové číslo v ÚSKP                                                             | Sídelní útvar                                               | Poloha                                | Popis a poznámky |
| ------------------------- | ----------------- | ------------------------------------------------------------------------------------ | ----------------------------------------------------------- | ------------------------------------- | --- |
| Kamenný most (Q110400732) | \| \| \| \| \| \| | 106791 Pam. katalog MIS                                                              | Libíň                                                       | 49°38′7,25″ s. š., 14°26′24,08″ v. d. | Kamenný most před Sedlecký potok u Rudolce zřejmě z 18. století, zachovaný v autentickém stavu. Hodnotná technická památka, velmi starého původu. Památkově chráněno od 27. listopadu 2021. |
|                           |                   | Hledat fotografie a kategorie ve Wikimedia Commons podle rejstříkového čísla památky | Nahrát snímek k tomuto tématu do úložiště Wikimedia Commons |                                       | |

## Solopysky
|  | Kategorie „Chapel of Transfiguration (Solopysky) “ na Wikimedia Commons | Hledat fotografie a kategorie ve Wikimedia Commons podle rejstříkového čísla památky | Nahrát snímek k tomuto tématu do úložiště Wikimedia Commons |  |

|  | Kategorie „Solopysky Castle “ na Wikimedia Commons | Hledat fotografie a kategorie ve Wikimedia Commons podle rejstříkového čísla památky | Nahrát snímek k tomuto tématu do úložiště Wikimedia Commons |  |

|  | Kategorie „Hronova kaplička “ na Wikimedia Commons | Hledat fotografie a kategorie ve Wikimedia Commons podle rejstříkového čísla památky | Nahrát snímek k tomuto tématu do úložiště Wikimedia Commons |  |

## Třebnice
| Památka                    | Fotografie                                        | Rejstříkové číslo v ÚSKP                                                             | Sídelní útvar                                               | Poloha                                                       | Popis a poznámky |
| -------------------------- | ------------------------------------------------- | ------------------------------------------------------------------------------------ | ----------------------------------------------------------- | ------------------------------------------------------------ | --- |
| Zámek Třebnice (Q30857924) | \| \| \| \| \| \|                                 | 46258/2-2956 Pam. katalog MIS                                                        | Třebnice                                                    | V část vsi 1, Třebnice 49°39′1,78″ s. š., 14°21′42,85″ v. d. | Barokní zámek s parkem, který nechal vystavět roku 1760 Petr Eusebius Radecký z Radče. Narodil se zde polní maršál císařské armády Josef Václav Radecký z Radče · Zapsáno do státního seznamu před rokem 1988. |
|                            | Kategorie „Třebnice Castle “ na Wikimedia Commons | Hledat fotografie a kategorie ve Wikimedia Commons podle rejstříkového čísla památky | Nahrát snímek k tomuto tématu do úložiště Wikimedia Commons |                                                              | |